# Gran Premi de la Indústria i l'Artesanat de Larciano 2018
El Gran Premi de la Indústria i l'Artesanat de Larciano 2018 va ser la 41a edició del Gran Premi de la Indústria i l'Artesanat de Larciano, una cursa ciclista d'un dia que es disputà el 4 de març 2018. La cursa formava part del calendari de l'UCI Europa Tour 2018 amb una categoria 1.HC.
El vencedor fou Matej Mohorič (Bahrain-Merida), que s'imposà en solitari a l'arribada de Larciano.

## Equips
L'organització convidà a 24 equips a prendre part en aquesta cursa.
| WorldTeams (7)- Bora-Hansgrohe - Mitchelton-Scott - Bahrain-Merida - Groupama-FDJ - Movistar Team - Katusha-Alpecin - EF Education First-Drapac p/b Cannondale Equips continentals professionals (11)- Androni Giocattoli-Sidermec - Delko-Marseille Provence-KTM - Gazprom-RusVelo - Israel Cycling Academy - Bardiani CSF - CCC Sprandi Polkowice - Nippo-Vini Fantini-Europa Ovini - Team Novo Nordisk - WB-Aqua Protect-Veranclassic - Wilier Triestina-Selle Italia - Vérandas Willems-Crelan Equips continentals (5)- Biesse Carrera Gavardo - MsTina-Focus - Sangemini-MG.Kvis - Trevigiani Phonix-Hemus 1896 - D'Amico-Utensilnord Equip nacional- Itàlia |
| |

## Classificació final
| \| Classificació general \| Classificació general \| Classificació general \| Classificació general \| Classificació general \| \| Corredor \| Corredor \| Equip \| Temps \| \| \| --------------------- \| --------------------- \| ------------------------------- \| --------------------- \| --------------------- \| \| 1r \| Matej Mohorič \| Bahrain-Merida \| 4h 39' 23" \| \| \| 2n \| Marco Canola \| Nippo-Vini Fantini-Europa Ovini \| + 3" \| \| \| 3r \| Davide Ballerini \| Androni Giocattoli-Sidermec \| + 11" \| \| \| 4t \| Sean De Bie \| Verandas Willems-Crelan \| + 11" \| \| \| 5è \| Mauro Finetto \| Delko-Marseille Provence-KTM \| + 11" \| \| \| 6è \| Giovanni Visconti \| Bahrain-Merida \| + 11" \| \| \| 7è \| Krists Neilands \| Israel Cycling Academy \| + 11" \| \| \| 8è \| Daryl Impey \| Mitchelton-Scott \| + 11" \| \| \| 9è \| Francesco Gavazzi \| Androni Giocattoli-Sidermec \| + 11" \| \| \| 10è \| Nicolás Tivani Pérez \| Trevigiani-Phonix-Hemus 1896 \| + 11" \| \| |                      |                                 |            |
| |                      |                                 |            |
| Font: ProCyclingStats |                      |                                 |            |
| Classificació general |                      |                                 |            |
| Corredor | Corredor             | Equip                           | Temps      |
| 1r | Matej Mohorič        | Bahrain-Merida                  | 4h 39' 23" |
| 2n | Marco Canola         | Nippo-Vini Fantini-Europa Ovini | + 3"       |
| 3r | Davide Ballerini     | Androni Giocattoli-Sidermec     | + 11"      |
| 4t | Sean De Bie          | Verandas Willems-Crelan         | + 11"      |
| 5è | Mauro Finetto        | Delko-Marseille Provence-KTM    | + 11"      |
| 6è | Giovanni Visconti    | Bahrain-Merida                  | + 11"      |
| 7è | Krists Neilands      | Israel Cycling Academy          | + 11"      |
| 8è | Daryl Impey          | Mitchelton-Scott                | + 11"      |
| 9è | Francesco Gavazzi    | Androni Giocattoli-Sidermec     | + 11"      |
| 10è | Nicolás Tivani Pérez | Trevigiani-Phonix-Hemus 1896    | + 11"      |